# Ватут (язык)
Ватут (Watut) — семейство австронезийских языков, которые распространены на севере Папуа — Новой Гвинеи. Имеется несколько диалектов: данггал (дангал), маралангко (мараланго), маралинан, силисили и унанк.

## Разновидности
У языка ватут существует три разновидности:
- Северный ватут (North Watut, Onank, Unangg, Unank, Watut) распространён в деревне Колли-Ваффа на территории реки Каиапит округа Муменг провинции Моробе. Северный ватут может объединиться с диалектами силисили и маралинан с формированием языка северный ватут.
- Средний ватут (Maraliinan, Maralinan, Middle Watut, Silisili, Watut) распространён в 7 деревнях нижней долины реки Ватут, в округе Муменг провинции Моробе.
- Южный ватут (South Watut) распространён в 5 деревнях низменности или юга реки Ватут провинции Моробе.